# Ufente (fiume)

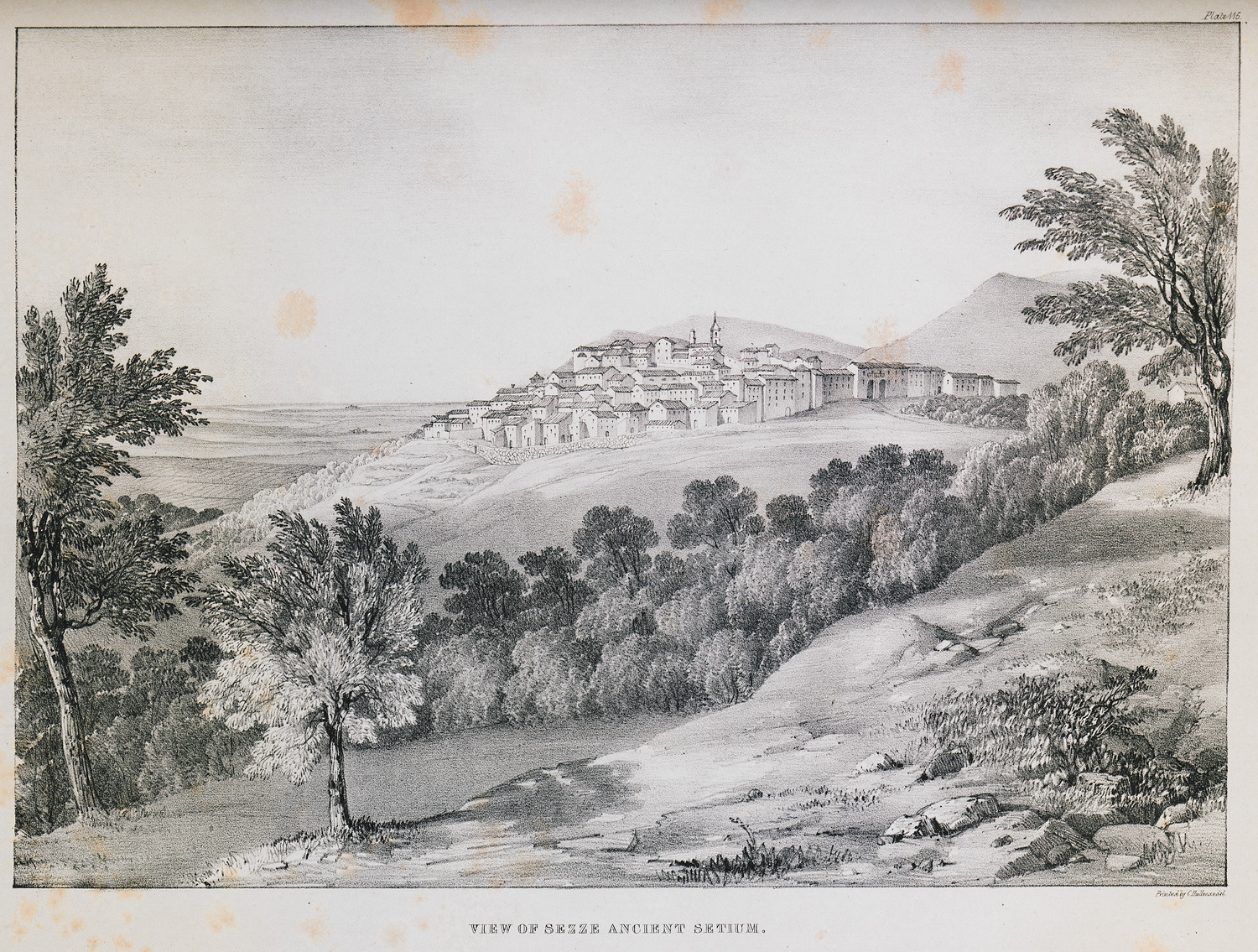
Sezze stampa del Dodwell - 1834

L'Ufente, talvolta chiamato Uffente, è un fiume che scorre nella provincia di Latina.
La sorgente è situata alle pendici del Monte Semprevisa (comune di Bassiano), in località fontanile di Sant'Angelo, a una quota di circa 954 m sul livello del mare. In territorio di Sezze, acquisisce il nome di torrente Brivolco, e raccoglie altri torrenti dai territori montani di Bassiano e Sezze. 
Nell'Agro pontino il suo corso viene incanalato e utilizzato come canale di bonifica della pianura pontina, dove riceve l'importante apporto idrico dell'impianto idrovoro di Mazzocchio (Canale Selcella), e infine si unisce, in località Ponte Maggiore, col fiume Amaseno e col canale Linea Pio VI, dando vita al fiume Portatore.
Il corso naturale del fiume è stato rimaneggiato varie volte dall'uomo, tanto che non se ne conosce l'originario completo tracciato naturale e si suppone che questo in epoca protostorica potesse non essere ben definito nella parte terminale, a causa della presenza di paludi permanenti. Gli interventi più importanti, che ne hanno disegnato la fisionomia attuale, risalgono alla bonifica integrale degli anni trenta e ad un successivo intervento di deviazione ai margini di Colle Romano operato nel dopoguerra per ovviare a locali fenomeni di subsidenza dei suoli.